# Stelis subinconspicua
Stelis subinconspicua är en orkidéart som beskrevs av Rudolf Schlechter. Stelis subinconspicua ingår i släktet Stelis och familjen orkidéer. Inga underarter finns listade i Catalogue of Life.